# Надинівка
На́динівка — село в Україні, у Кіптівській сільській громаді Чернігівського району Чернігівської області. Населення становить 198 осіб. До 2020 орган місцевого самоврядування — Надинівська сільська рада.

## Географія
На південному заході від села бере початок річка Махнія, ліва притока Десни.

## Історія
Список наявних у Малоросійській губернії селищ 1799-1801 років: в селі Надинівка 184 душі.
1859 року у селі козацькому, казенному та власницькому Вовчківської волості Остерського повіту Чернігівської губернії, мешкала 521 особа (266 осіб чоловічої статі та 255 — жіночої), налічувалось 89 дворових господарств, існувала православна церква.
12 червня 2020 року, відповідно до розпорядження Кабінету Міністрів України № 730-р від «Про визначення адміністративних центрів та затвердження територій територіальних громад Чернігівської області», село увійшло до складу Кіптівської сільської громади.
17 липня 2020 року, в результаті адміністративно-територіальної реформи та ліквідації Козелецького району, село увійшло до складу Чернігівського району

## Політика

### Парламентські вибори, 2019
На позачергових парламентських виборах 2019 року у селі функціонувала окрема виборча дільниця № 740277, розташована у приміщенні колишньої сільської ради.
Результати
- зареєстровано 148 виборців, явка 75,68%, найбільше голосів віддано за «Слугу народу» — 30,00%, за Всеукраїнське об'єднання «Батьківщина» — 26,36%, за Радикальну партію Олега Ляшка — 14,55%[6]. В одномандатному окрузі найбільше голосів отримав Олег Дмитренко (самовисування) — 31,13%, за Сергія Коровченка (самовисування) — 25,47%, за Бориса Приходька (самовисування) — 16,98%[7].